# Сан Никола (Сасари)
Сан Никола је насеље у Италији у округу Сасари, региону Сардинија.
Према процени из 2011. у насељу је живело 1598 становника. Насеље се налази на надморској висини од 221 м.